# 北陸鉄道山中線
山中線（やまなかせん）は、石川県の山中駅と大聖寺駅とを結んでいた鉄道路線である。地元の温泉旅館経営者達が中心となり馬車鉄道として開業し、温泉電軌をへて北陸鉄道に合併されるが、1971年（昭和46年）に全線が廃止された。
動橋線・粟津線・連絡線・片山津線とともに加南線と総称されていた。

## 路線データ
- 路線距離（営業キロ）：8.9 km
- 軌間：1067 mm
- 駅数：11駅（起終点駅含む）
- 複線区間：なし（全線単線）
- 電化区間：全線

## 歴史
山中駅の跡地はバスターミナルとして今でも利用されている。
- 1898年（明治31年）7月：山中馬車鉄道設立
- 1899年（明治32年）10月8日：山中村（後の山中） - 河南間が開業（軌間 914 mm）
- 1900年（明治33年）5月16日：河南 - 三木村（現：大聖寺）間が開業
- 1912年（大正元年）9月18日：山中電軌に改称
- 1913年（大正2年）
  - 3月18日：全線が改軌・電化。石川県初の電化路線
  - 11月16日：温泉電軌に譲渡
- 1943年（昭和18年）10月13日：（旧）北陸鉄道・金石電気鉄道・温泉電軌・金名鉄道・能登鉄道ほかが合併して北陸鉄道設立。同社の山中線となる
- 1945年（昭和20年）4月1日：軌道法に基づく軌道から地方鉄道法に基づく鉄道に変更
- 1968年（昭和43年）9月10日：山中 - 大聖寺間のスタフ閉塞装置完成
- 1971年（昭和46年）7月11日：全線廃止

## 駅一覧
駅名および所在地は廃止時点のもの。全駅石川県に所在。
凡例
列車交換 … ◇・∨・∧：交換可、｜：交換不可
| 駅名         | 駅間キロ | 営業キロ | 接続路線                   | 列車交換 | 所在地               |
| ------------ | -------- | -------- | -------------------------- | -------- | -------------------- |
| 山中駅       | -        | 0.0      |                            | ｜       | 江沼郡山中町本町     |
| 新塚谷駅     | 1.0      | 1.0      |                            | ｜       | 江沼郡山中町塚谷町   |
| 新家工業前駅 | 0.4      | 1.4      |                            | ◇        | 江沼郡山中町上原町   |
| 旭町駅       | 0.7      | 2.1      |                            | ◇        | 江沼郡山中町旭町     |
| 長谷田駅     | 0.4      | 2.5      |                            | ｜       | 江沼郡山中町長谷田町 |
| 中田駅       | 0.4      | 2.9      |                            | ｜       | 江沼郡山中町中田町   |
| 二天駅       | 0.4      | 3.3      |                            | ｜       | 江沼郡山中町二天町   |
| 河南駅       | 1.1      | 4.4      | 北陸鉄道：山代線（連絡線） | ◇        | 加賀市河南町         |
| 黒瀬駅       | 1.7      | 6.1      |                            | ｜       | 加賀市黒瀬町         |
| 帝国繊維前駅 | 1.3      | 7.4      |                            | ◇        | 加賀市南郷町         |
| 大聖寺駅     | 1.5      | 8.9      | 国鉄：北陸本線             | ∧        | 加賀市熊坂町         |

## 保存車両
加賀市の歴史民俗資料館と加賀市立動橋小学校に馬車鉄道時代の客車が保存されている。これは山中馬車鉄道が使用した客車で、電化後片山津軌道にうつりその後、民家の物置として使用されていた。加賀市の市文化財に指定されている。